# اوروشیول
اوروشیول (انگلیسی: Urushiol) ترکیبی روغنی از ترکیبات آلی با خواص حساسیت‌زا است که در گیاهان خانواده پسته‌ایان به‌ویژه در زهردرخت‌ها (بلوط سمی، درخت لاک چینی، سماق سمی و پیچک سمی آمریکایی) یافت می‌شود. اروشیول همچنین در شیره، پوست، ساقه و برگ انبه هم یافت می‌شود.
این روغن هنگام تماس می‌تواند باعث ایجاد واکنش آلرژیک شود.